# Roslin (Regno Unito)

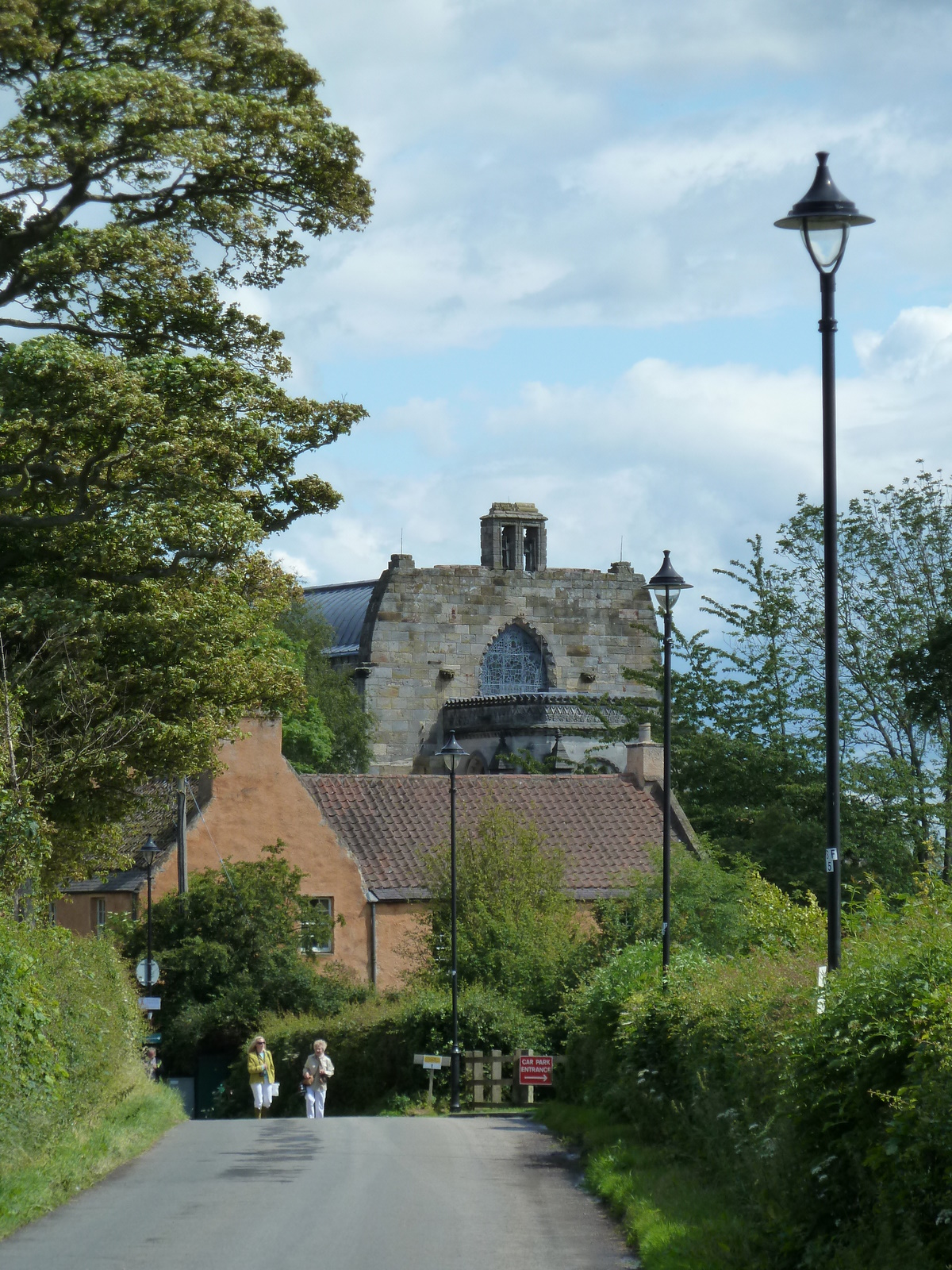
Uno scorcio del villaggio di Roslin

Roslin, noto storicamente anche come Roslyn o Rosslyn, è un villaggio di circa 1.650 abitanti della Scozia sud-orientale, facente parte dell'area di consiglio del Midlothian e situato ai piedi delle Pentland Hills.
Ex-villaggio minerario, è noto a livello mondiale per essere l'ultimo luogo in cui si trovava (a quanto si dice) il sacro Graal e per essere il luogo in cui venne clonata la pecora Dolly.

## Geografia fisica
Roslin si trova ad est delle Pentland Hills, a circa 6 miglia a sud di Edimburgo.

## Storia
Nel 1304, avvenne in loco un avvenimento bellico noto come battaglia di Roslin,
Roslin si sviluppò come villaggio minerario nel corso del XIX secolo.
Nel 1996, presso il Roslin Institute avvenne uno storico esperimento, con la creazione del primo mammifero clonato, ovvero la pecora Dolly.

## Monumenti e luoghi d'interesse

### Architetture religiose

#### Cappella di Rosslyn
Celebre edificio religioso del villaggio è la cappella di Rosslyn, eretta nel 1446.
|  |

### Architetture militari

#### Castello di Roslin
Altro luogo d'interesse è costituito dalle rovine del castello di Roslin, costruito probabilmente a partire dal 1304.
|  |

## Società

### Evoluzione demografica
Al censimento del 2011, Kinlochbervie contava una popolazione pari a 1.642 abitanti
La località ha conosciuto un decremento demografico rispetto al 2001, quando contava una popolazione pari a 1.800 abitanti.